# Siti Fadilah

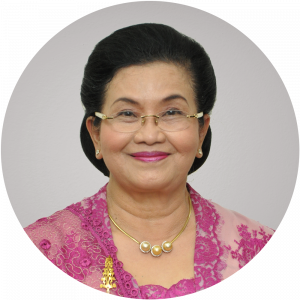
Siti Fadilah Supari

 Siti Fadilah Supari  (* 6. November 1949 in Surakarta, Indonesien) ist eine indonesische Medizinerin und Politikerin. Sie war vom 21. Oktober 2004 bis 20. Oktober 2009 die 15. Gesundheitsministerin von Indonesien.

## Leben und Werk

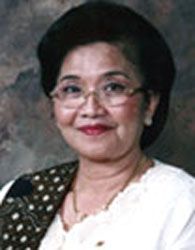
Siti Fadillah Supari als Gesundheitsministerin, Republik Indonesien. 2004

Supari besuchte die Öffentliche Oberschule Surakarta 1 in Surakarta und erwarb 1972 einen Bachelor-Abschluss an der Medizinischen Fakultät der Gadjah-Mada-Universität. 1987 erhielt sie einen Master-Abschluss in Herz- und Blutgefäßkrankheiten an der Universität von Indonesien und promovierte dort 1996 mit einem Schwerpunkt auf kardiovaskulären Studien.
1993 belegte sie einen Molekularkardiologie-Kurs am Heart House in Washington, D.C. und 1997 einen Epidemiologie-Kurs an der Fakultät der Universität von Indonesien. Im Jahr 1998 nahm sie an einem Kurs für präventive Kardiologie in Göteborg teil und forschte am Bowman Gray Comparative Medicine der Wake Forest University, USA.
Sie arbeitete dann als Gastdozentin an der Fakultät für öffentliche Gesundheit der Universität von Indonesien, Gastdozentin an der postgradualen Abteilung für Epidemiologie der Universität von Indonesien und als Dozentin an der Abteilung für Herz und Blutgefäße des Nationalen Herzzentrums Harapan Kita der Universität von Indonesien. Sie war Leiterin der Forschungseinheit der Indonesian Heart Foundation und Leiterin des Forschungszentrums des Harapan Kita Heart Hospital. Vor ihrer Tätigkeit als Ministerin war sie Mitglied der Cardiology Community und arbeitete bei der Indonesian Heart Foundation und der Indonesian Doctors Association.
Am 20. Oktober 2004 wurde sie von Präsident Susilo Bambang Yudhoyono zur Leiterin des Gesundheitsministeriums ernannt und war neben der Handelsministerin Mari Elka Pangestu, der Finanzministerin Sri Mulyani und der Ministerin für Frauenförderung Meutia Hatta eine von vier Ministerinnen im Kabinett des Vereinigten Indonesien. Nach ihrer Tätigkeit als Gesundheitsministerin war sie von 2010 bis 2014 Mitglied des Presidential Advisory Council for the Health and Welfare Sector of the People.
Sie veröffentlichte 150 wissenschaftliche Arbeiten in lokalen, regionalen und internationalen Fachzeitschriften.

## Vogelgrippevirus
Im Jahr 2005 begann Supari, die WHO-Regeln zu missachten, die als unfair gegenüber den Entwicklungsländern in Bezug auf die Übergabe der Proben des indonesischen Virusstamms H5N1 angesehen wurden. Supari kritisierte die Haltung der USA, die die Virusforschung und die Herstellung von Impfstoffen monopolisieren wollten, indem sie Virenproben kostenlos aus Entwicklungsländern nahmen, die Impfstoffe dann aber zu hohen Preisen an Entwicklungsländer zurückverkauften.
Sie beendete im November 2006 den Versand des Vogelgrippevirus an die WHO-Labors, als die Impfstoffentwicklung dann an Entwicklungsländer verkauft wurde, wobei die Vereinigten Staaten davon profitierten und Indonesien nichts erhielt. Am 28. März 2007 gab Indonesien bekannt, dass es eine Vereinbarung mit der WHO getroffen hat, um mit dem Versand des Virus auf einem neuen Weg zu beginnen, um den Entwicklungsländern Zugang zu Impfstoffen zu verschaffen. Supari bestätigte am 15. Mai 2007, dass Indonesien erneut H5N1-Proben an das WHO-Labor geschickt hatte.
Am 6. Januar 2008 veröffentlichte Supari ihr Buch Time for the World to Change!, wo sie über die Ungerechtigkeit der Weltgesundheitsorganisation (WHO) schreibt, die seit mehr als 50 Jahren die Weitergabe des Virus fordert, was den armen und Entwicklungsländern, aus denen das Virus stammt, großen Schaden zugefügt hat. Proteste von der WHO und den USA bewirkten, dass die englische Ausgabe des Buches zur Überarbeitung aus dem Verkehr gezogen wurde, während die indonesische Ausgabe des Buches noch im Umlauf ist und in die 4. Auflage geht.
Das Londoner Magazin The Economist stellte Supari als eine bahnbrechende Persönlichkeit dar, die eine Revolution bei der Rettung der Welt vor den Auswirkungen der Vogelgrippe auslöste.

## Verurteilung wegen Korruption
Supari wurde wegen der Annahme von Bestechungsgeldern in Höhe von 1,9 Milliarden Rupien (129.000 US-Dollar) im Zusammenhang mit einem staatlichen Beschaffungsprojekt für medizinische Geräte im Jahr 2005 verurteilt. Sie wurde 2017 nach einer Reihe von Prozessen, an denen andere Verdächtige im selben Fall beteiligt waren, verdächtigt und im Juni desselben Jahres verurteilt. Ihre Strafe umfasste Geldstrafen in Höhe von insgesamt 750 Millionen Rupien.
Sie wurde 2020 freigelassen, weil sie die Haftstrafe abgeleistet und dem Staat die mit ihrer Bestrafung verbundene Geldstrafe und andere Geldstrafen zurückgezahlt hatte. Sie hat drei Jahre und vier Monate im Frauengefängnis Pondok Bambu in Ost-Jakarta verbracht und Strafkürzungen wegen guten Benehmens erhalten. Sie gehörte zu den fünf Ministern im Susilo-Kabinett, die wegen Korruption verurteilt wurden.

## Auszeichnungen
- 1987: The Best Investigator Award, Medizinische Fakultät, Universität von Indonesien
- 1988: Best Young Investigator Award beim Cardiology Congress in Manila, Philippinen
- 1994: The Best Investigator Award Scientific Conference on Omega 3 in Texas, USA
- 1997: Anthony Mason Award der University of South Wales
- 2010: Hervorragende Alumni der Gadjah Mada University
- 2011: Bintang Mahaputra Adipradana

## Veröffentlichungen (Auswahl)
- It's time for the world to change – In the spirit of dignity, equity and transparency – Divine hand behind avian influenza, ISBN 978-979-17357-0-4.